# David Nibley
David Nibley est un acteur et producteur exécutif américain

## Filmographie
- 2003 : The Book of Mormon Movie, Volume 1: The Journey : un ange[2]
- 2004 : The Best Two Years : Elder Emmit Johnson[2]
- 2005 : Praise to the Man (vidéo) : Alvin Smith[2]
- 2005 : Joseph Smith: Prophet of the Restoration : Alvin Smith[2]
- 2006 : Church Ball : Docteur[2]
- 2006 : Take a Chance (vidéo) : Paul Hamilton[2]
- 2007 : High School Musical 2 (téléfilm)[1],[2]
- 2008 : I Friends for Life[2]
- 2008 : La Onzième Heure : Peter Billings[2]
- 2009 : Un costume pour deux (téléfilm) : Jack Poole[2]
- 2010 : My Girlfriend's Boyfriend : Bill[1],[2]
- 2011 : 17 Miracles : John Linford[1],[2]
- 2012 : Saints and Soldiers, l'honneur des Paras : sergent Caleb Jones[1],[2]
- 2012 : La Petite Fille aux miracles : Mitch Hillburn[2]
- 2013 : Chronologic : Steven[2]
- 2017 : We Love You, Sally Carmichael! : Brad[2]
- 2018 : Tongue Tied : le père de Dave[2]

## Comme producteur exécutif
- 2016 : We Love You, Sally Carmichael![1]